# Sékou Condé
Ne doit pas être confondu avec Sékou Condé (footballeur).
Pour les articles homonymes, voir Condé.
Sékou Condé, né le 9 juin 1993 à Conakry, est un footballeur international guinéen. Il évolue au poste de défenseur central à LB Châteauroux

## Carrière

### En sélection
Sékou Condé honore sa première sélection le 9 octobre 2015 lors d'un match amical contre l'Algérie (victoire 1-2).

## Statistiques
| Saison                | Club                    | Championnat           | Championnat | Championnat | Coupe(s) nationale(s) | Coupe(s) nationale(s) | Guinée | Guinée | Total | Total |
| Saison                | Club                    | Division              | M.          | B.          | M.                    | B.                    | M.     | B.     | M.    | B.    |
| 2014-2015             | Hakoah Amidar Ramat Gan | Liga Leumit           | 2           | 0           | 0                     | 0                     | -      | -      | 2     | 0     |
| 2014-2015             | Hapoël Petah-Tikva      | Ligat HaAl            | 3           | 0           | 0                     | 0                     | -      | -      | 3     | 0     |
| Sous-total            | Sous-total              | Sous-total            | 5           | 0           | 0                     | 0                     | -      | -      | 5     | 0     |
| 2015-2016             | Olimpik Donetsk         | Premier-Liga          | 13          | 0           | 3                     | 0                     | 5      | 0      | 21    | 0     |
| 2016-2017             | Amkar Perm              | Premier-Liga          | 0           | 0           | 1                     | 0                     | 3      | 0      | 4     | 0     |
| Sous-total            | Sous-total              | Sous-total            | 13          | 0           | 4                     | 0                     | 8      | 0      | 25    | 0     |
| Total sur la carrière | Total sur la carrière   | Total sur la carrière | 18          | 0           | 4                     | 0                     | 8      | 0      | 30    | 0     |